# Alpone
L'Alpone è un fiume che nasce nelle Prealpi venete, esattamente a Bolca, che si trova nel comune di Vestenanova. Il torrente nasce sulle pendici del monte Purga di Bolca a 750 m sul livello del mare. Esso dà il nome alla valle omonima.
Il regime torrentizio che lo caratterizza è intervallato da piene molto significative nei periodi piovosi; ha una lunghezza di 38 km con un bacino di 285 km² e sbocca nell'Adige nei pressi di Albaredo d'Adige.
Profondamente incassato nella parte superiore, è alimentato da torrenti, fra cui da notarsi come principali: il Tronega, il Massara, il Chiampo e il Tramigna. 

## Storia recente
L'Alpone, in seguito alla rottura dell'argine, il 1º novembre 2010 ha allagato tutta la parte a sud di Monteforte d'Alpone.
Parallelamente al torrente, fra il 1928 e il 1956 fu attiva la tranvia San Bonifacio-San Giovanni Ilarione, la quale faceva parte di un insieme di tranvie elettriche che caratterizzarono la provincia veronese e rappresentò un importante strumento di crescita per le località poste lungo la bassa valle.